# Fratura da costela
A fratura na costela é a quebra de um dos ossos da costela. Isto normalmente resulta em dor no peito que piora com a respiração. Hematomas podem ocorrer no local da quebra. Quando várias costelas estão quebradas em vários lugares resulta em um tórax instável. Complicações potenciais incluem um pneumotórax, contusão pulmonar e pneumonia.
As fraturas de costelas ocorrem, geralmente, a partir de um golpe direto no peito, como durante uma colisão de veículo motorizado ou a partir de um esmagamento. Tosse ou câncer metastático pode também resultar em uma costela quebrada. A parte meio das costelas são mais frequentemente fraturadas. As fraturas da primeira ou segunda costela são mais susceptíveis de serem associadas a complicações. O diagnóstico pode ser feito com base nos sintomas e suportado pela geração de imagens médicas.
O controle da dor é uma parte importante do tratamento. Isto pode incluir o uso de paracetamol (acetaminofeno), AINEs, ou opiáceos. Um bloqueio do nervo pode ser outra opção. Enquanto as costelas fraturadas são coladas, isso pode aumentar as complicações. Aqueles que apresentam tórax instável, a cirurgia pode melhorar os resultados. Elas são lesões comuns na sequência do traumatismo.